# Chlorodontopera mandarinata
Chlorodontopera mandarinata är en fjärilsart som beskrevs av John Henry Leech 1889. Chlorodontopera mandarinata ingår i släktet Chlorodontopera och familjen mätare. Inga underarter finns listade i Catalogue of Life.